# NGC 3683
NGC 3683 ist eine Balken-Spiralgalaxie mit ausgedehnten Sternentstehungsgebieten vom Hubble-Typ SBc im Sternbild Großer Bär am Nordsternhimmel. Sie ist schätzungsweise 80 Millionen Lichtjahre von der Milchstraße entfernt und hat einen Durchmesser von etwa 65.000 Lichtjahren. Gemeinsam mit vier weiteren Galaxien ist sie Mitglied der NGC 3642-Gruppe (LGG 234) 

Im selben Himmelsareal befinden sich u. a. die Galaxien NGC 3674, PGC 35081, PGC 35104, PGC 35376.
Die Typ-Ic-Supernova SN 2004C wurde hier beobachtet.
Das Objekt wurde am 18. März 1790 von Wilhelm Herschel entdeckt.